# 訃報 1971年2月
訃報 1971年2月（ふほう 1971ねん2がつ）では、1971年（昭和46年）2月中に物故した、又は物故が報じられた人物についてまとめる。

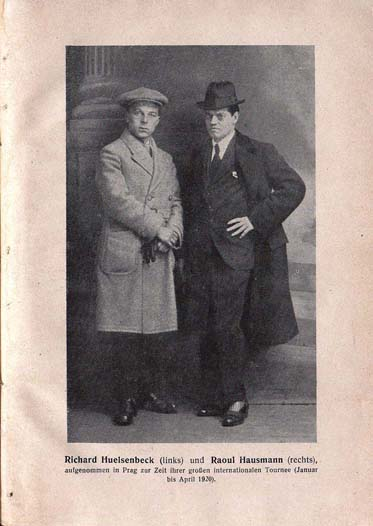
ラウル・ハウスマン（右） / 2月1日没

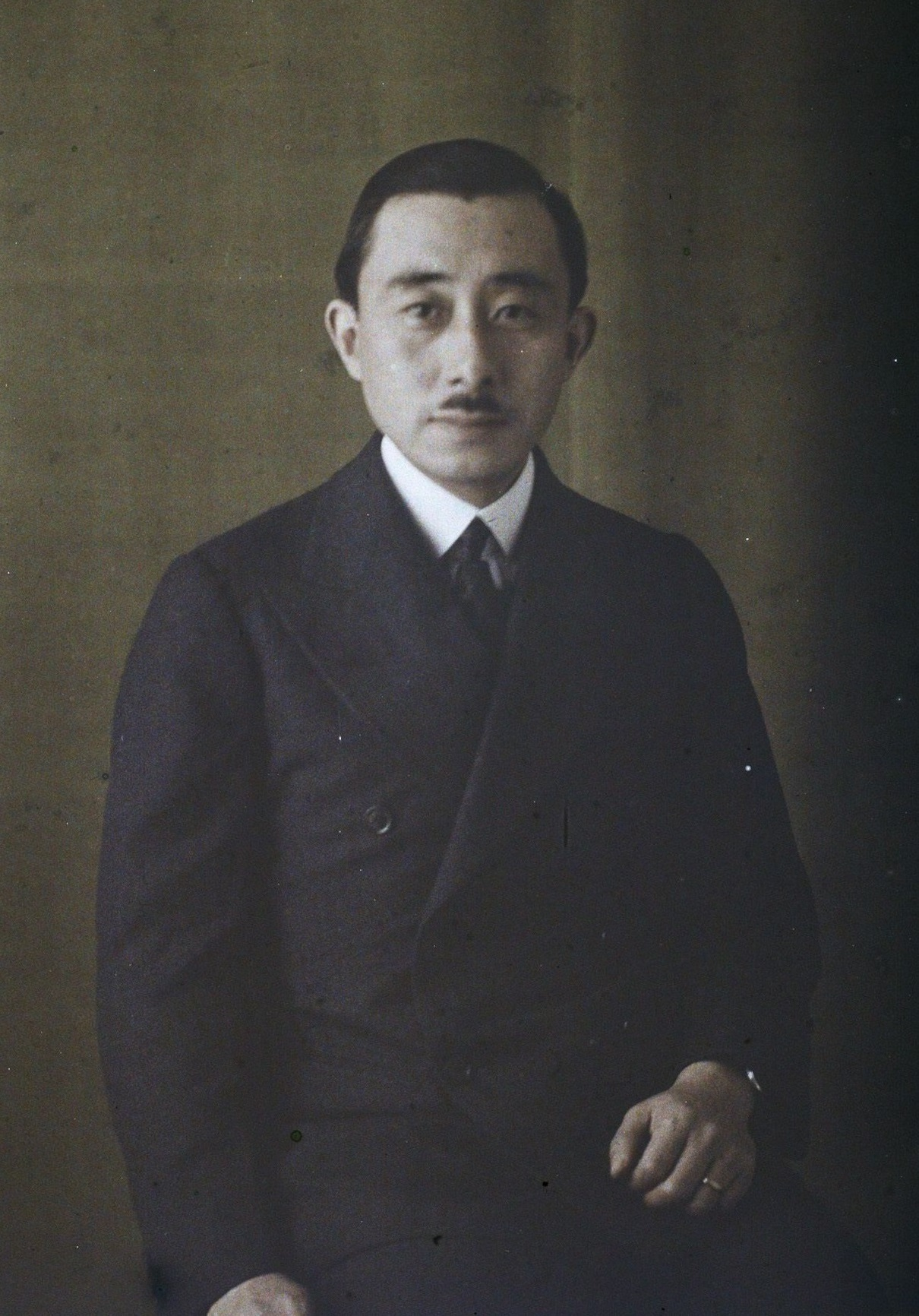
酒井忠正 / 2月16日没

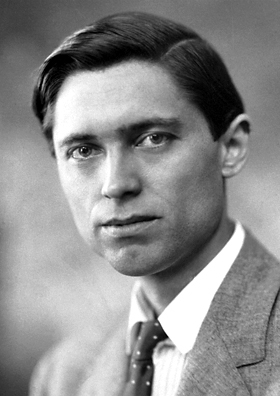
テオドール・スヴェドベリ / 2月26日没

## （1日 - 14日）
- 2月1日 - アメト＝ハン・スルタン、軍人・エース・パイロット（* 1920年）
- 2月1日 - ラウル・ハウスマン、画家・詩人・写真家（* 1886年）
- 2月1日 - 金一葉、詩人・作家（* 1896年）
- 2月2日 - 岩瀬徳三郎、化学技術者・工学博士（* 1887年）
- 2月2日 - 前川孫二郎、医学者・医学博士（* 1902年）
- 2月3日 - 栗山茂、最高裁判所判事（* 1886年）
- 2月3日 - 本川弘一、生理学者（* 1903年）
- 2月4日 - 永井順、フランス文学者（* 1896年）
- 2月4日 - 竹中恒夫、政治家・歯科医（* 1902年）
- 2月6日 - 3代目井上良斎、陶工・日本芸術院会員（* 1888年）
- 2月6日 - 町野碩夫、産婦人科学者（* 1899年）
- 2月6日 - 福留繁、軍人（* 1891年）
- 2月6日 - エルマー・ハロルド・ゾーグ、宣教師（* 1881年）
- 2月7日 - 村田四郎、神学者・牧師（* 1887年）
- 2月8日 - 大石光之助、実業家（* 1896年）
- 2月8日 - 小川千甕、仏画師・洋画家・漫画家（* 1882年）
- 2月9日 - 小谷喜美、宗教家（* 1901年）
- 2月9日 - 渋谷塊一、政治家（* 1893年）

## （15日 - 28日）
- 2月15日 - 阿以田治修、洋画家（* 1894年）
- 2月16日 - 酒井忠正、政治家（* 1893年）
- 2月17日 - 前之園喜一郎、政治家・参議院議員（* 1890年）
- 2月18日 - 柴田夘一、陸軍軍人（* 1886年）
- 2月18日 - 菅礼之助、実業家・俳人（* 1883年）
- 2月21日 - 斎藤潔、公衆衛生学者・小児科学者（* 1893年）
- 2月21日 - クレア・ジェイコブス、陸上競技選手（* 1886年）
- 2月23日 - 加藤泰通、宮内官僚・政治家・華族（* 1879年）
- 2月26日 - テオドール・スヴェドベリ、化学者（* 1884年）
- 2月27日 - 岩崎純孝、イタリア文学者（* 1901年）
- 2月27日 - 会田由、スペイン文学者（* 1903年）
- 日付不明 - 西恒次郎、医師（* 1889年）